# Herb Lipska (powiat augustowski)
Herb Lipska – jeden z symboli miasta Lipsk i gminy Lipsk w postaci herbu.

## Wygląd i symbolika
Herb przedstawia na błękitnej tarczy czarną łódź (kogę) z białym żaglem na białych falach.
Fale symbolizują rzekę Biebrzę.

## Historia
Herb został nadany 8 grudnia 1580 przez króla Stefana Batorego razem z nadaniem Lipskowi praw magdeburskich (prawa królewskiego miasta). Rzeka Biebrza miała być jednym ze szlaków komunikacyjnych, a Lipsk miał być portem na tej rzece.